# Zgornji Prekar
Zgornji Prekar – wieś w Słowenii, w gminie Moravče. W 2018 roku liczyła 43 mieszkańców.